# Stalinova linie

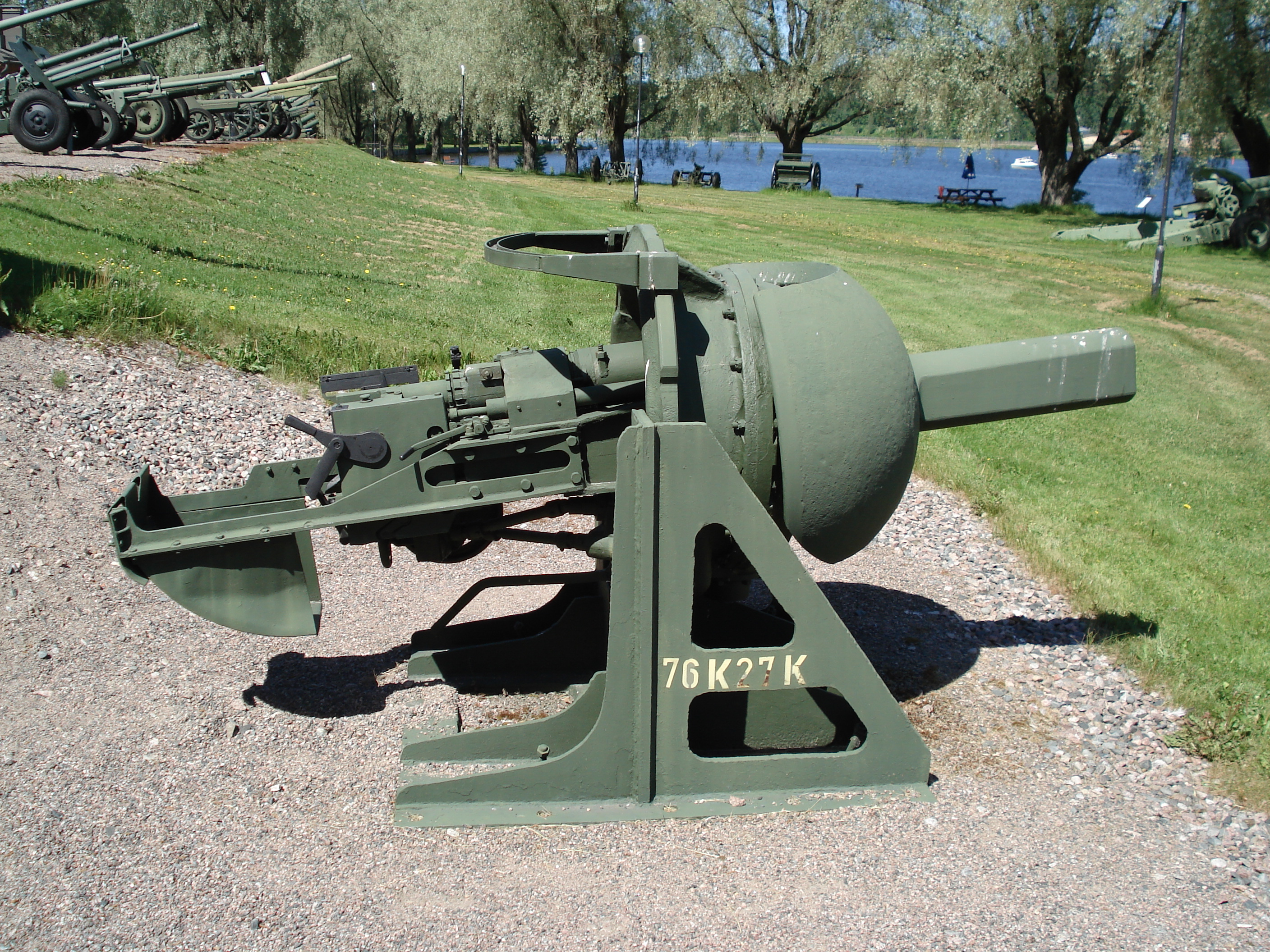
Sovětský pevnostní kanón 76mm (L-17).

Stalinova linie byl systém opevnění postavený na západní hranici Sovětského svazu, sestávající z opevněných rajónů sahajících od Karelské šíje na severu až k Černému moři na jihu.
V Sovětském svazu tato opevnění oficiálně nenazývali Stalinova linie. Tak je pojmenovávala pouze německá propaganda a západní tisk. Počátek výstavby opevněných rajónů spadá do roku 1929, na obranu před polskou agresí.[zdroj⁠?!] Po připojení západního Běloruska a západní Ukrajiny ztratila význam a byla nahrazena Molotovovou linií ležící 300 km západněji. Sehrála významnou roli v začátku Velké vlastenecké války, zvláště na jihozápadním směru, kde zadržela protivníka na dva týdny.
Větší roli měla na Karelské šíji před Leningradem. Zde se finská vojska zastavila na staré hranici[ujasnit] a odmítla i přes německé výzvy postupovat na Leningrad. Sovětské jednotky se tak mohly usadit v opevněních.